# Kanał Piaseczyński

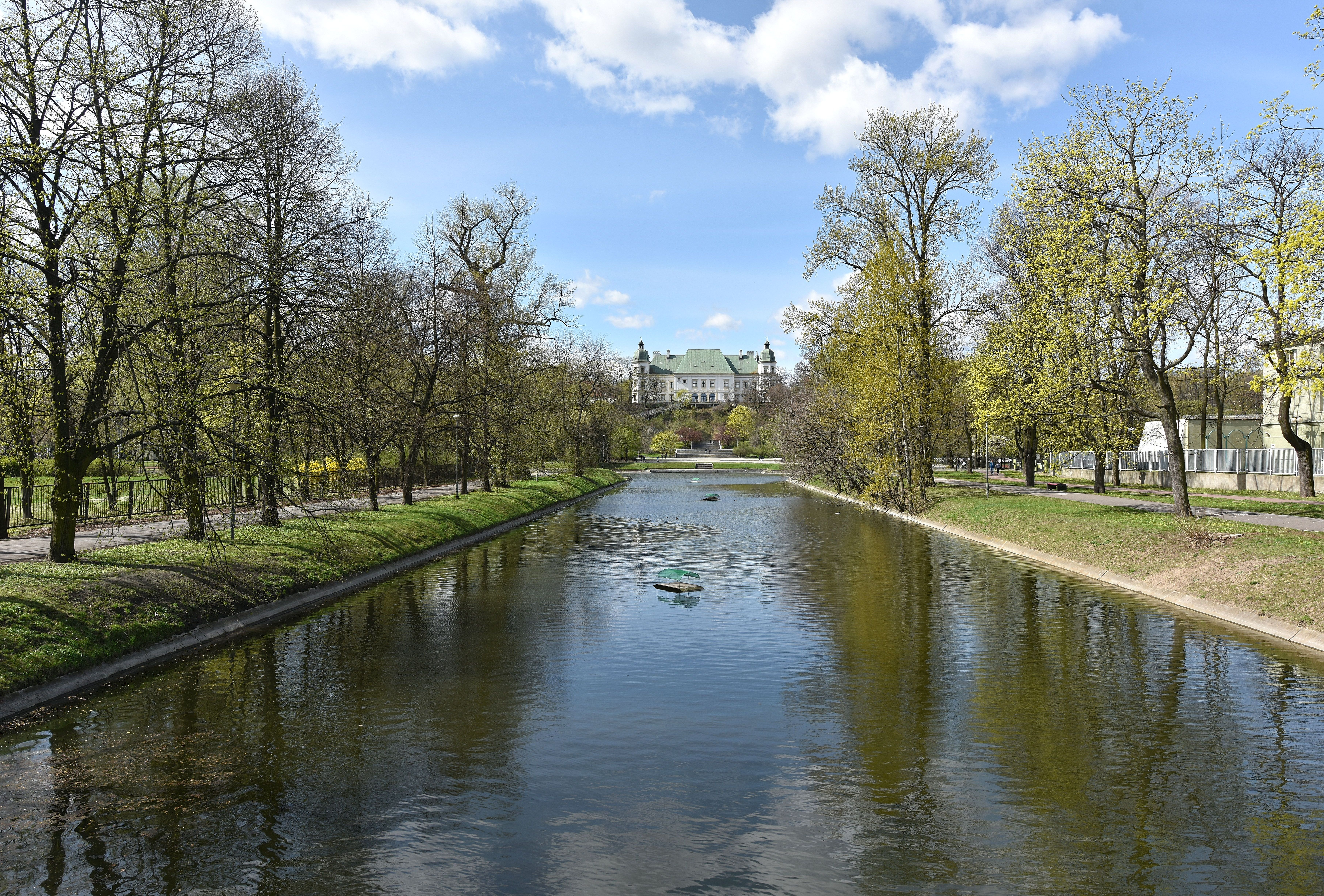
Kanał Piaseczyński, widok z ul. Myśliwieckiej w kierunku Zamku Ujazdowskiego

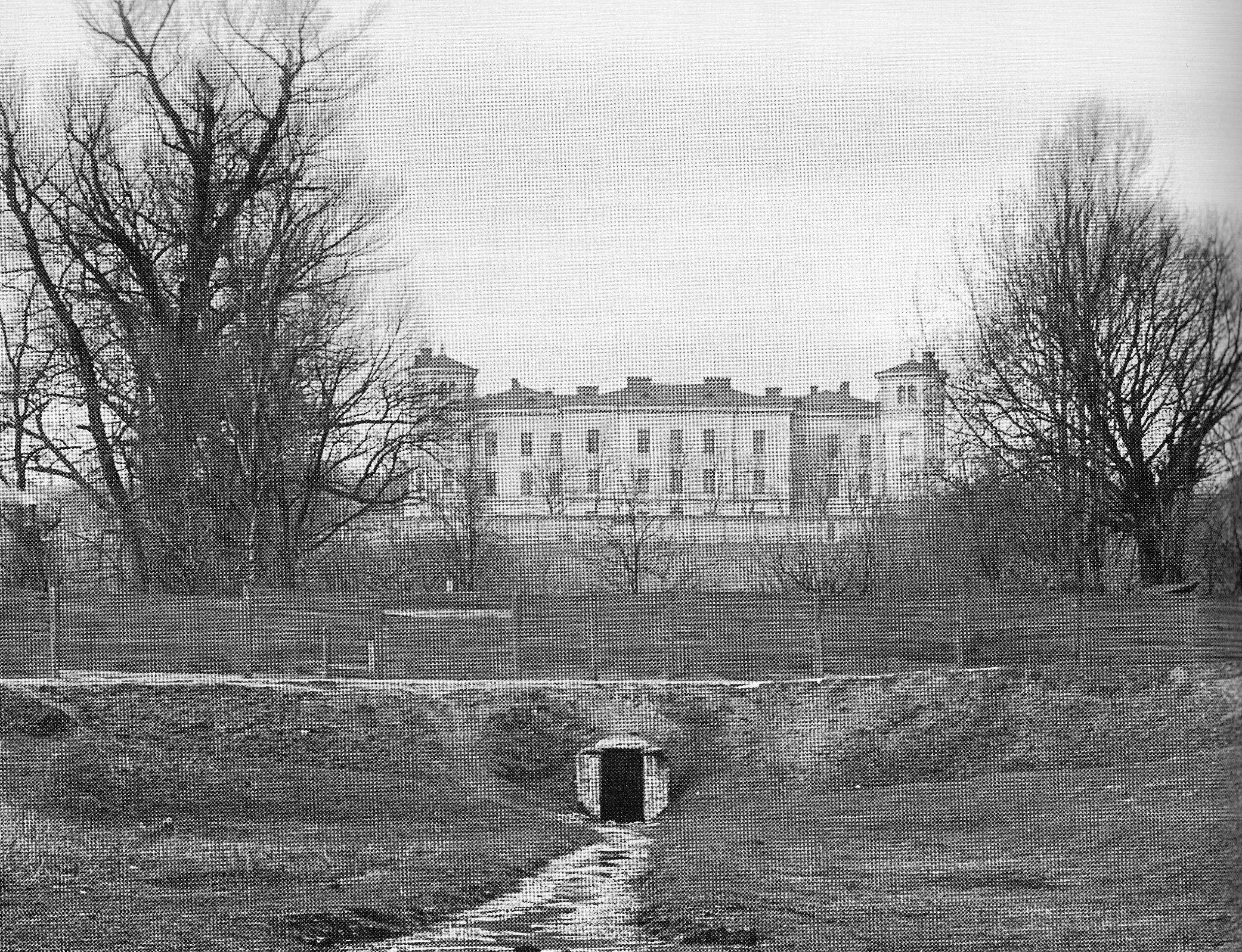
Kanał Piaseczyński, 1919

Kanał Piaseczyński, także Kanał Królewski – kanał (założenie wodne) położony w Warszawie, w pobliżu parku Agrykola, będący częścią Osi Stanisławowskiej.

## Położenie i charakterystyka
Kanał biegnie w Warszawie, na terenie dzielnicy Śródmieście, od Zamku Ujazdowskiego w Łazienkach Królewskich do ulicy Czerniakowskiej nad Wisłą, prostopadle do skarpy warszawskiej. Znajduje się w pobliżu stadionu Agrykola, a także kortów i stadionu Legii Warszawa. Nad kanałem przebiega most w ciągu ul. Myśliwieckiej.
Jego długość wynosi 820 m, szerokość 25 m, a głębokość około 2 m. Kanał posiada połączenie ze stawami w Łazienkach, a kończy się przepustem i kanałem prowadzącym wody do Portu Czerniakowskiego. Jego długość łącznie z odcinkami zarurowanymi wynosi 925 m. Położony jest na obszarze zlewni Kanału Głównego „A”. Stanowi końcowy odcinek ciągu wodnego wiodącego ze Stawów pod Królikarnią, poprzez staw Arkadia, Rów Piaseczyński i stawy w Łazienkach do basenu Portu Czerniakowskiego i dalej do Wisły.

## Historia
Kanał Piaseczyński został wykopany w latach 1717–1726 na polecenie Augusta II Mocnego, który w tym okresie dzierżawił od Lubomirskich teren Ujazdowa jako swoją podmiejską rezydencję. Był wzorowany na kanale w Wersalu. Został przekopany przez dawny zwierzyniec. Pracami przy budowie kanału kierowali inżynierowie wojskowi gen. Burkhard Christoph Münnich i płk. Krzysztof d'Isebrandt.
W okresie panowania Stanisława Augusta Poniatowskiego Kanał Piaseczyński pełnił funkcję reprezentacyjną, jednak utracił ją, gdy Zamek Ujazdowski przestał być rezydencją królewską. W 1781 drewniany mostek nad kanałem zbudowany na drodze łączącej Łazienki Stanisława Augusta z rezydencją jego starszego brata Kazimierza Poniatowskiego na Solcu, biegnącej dzisiejszymi ulicami: Myśliwiecką i Rozbrat, zastąpiono mostkiem kamiennym zaprojektowanym przez Dominika Merliniego.
W XIX w. kanał został obudowany drewnianymi pawilonami koszarowymi, sam zbiornik wykorzystywano jako basen ćwiczebny, w którym rosyjscy kawalerzyści uczyli się pływać i pokonywać przeszkody wodne.
W 1963 na kanale uruchomiono ośrodek sportów wodnych dla młodzieży. W 1965 kanał wraz z parkiem Agrykola został wpisany do rejestru zabytków.
Na początku lat 70. XX wieku kanał został skrócony od wschodu ze względu na wybudowanie Wisłostrady. Jako duży zbiornik wodny przyciąga ptaki. Gniazdują tam m.in. nurogęsi, kaczki krzyżówki i łyski.
W 2011 ciągom pieszym biegnącym wzdłuż Kanału Piaseczyńskiego od ul. Myśliwieckiej do Zamku Ujazdowskiego nadano nazwy: aleja Radiowej Trójki (po stronie północnej) i aleja George'a Harrisona (po stronie południowej).